# Macrotucana
La hipòtesi macro-tukana, proposta per Joseph Greenberg (1956, 1987), proposa que diverses famílies i llengües entre elles: llengües tucanes, catuquina, makú, ticuna, huari, nambikuara, arutani-auake, auixiri (waorani), canichana, gamela, huari, irantxe, kaliana, koaiá, movima, munichi, natú, pankararú, xukurú, uamué, i yurí; formen una unitat filogenètica vàlida o macrofamília de llengües.
És d'advertir, que aquesta hipòtesi, igual que altres propostes per Greenberg per al continent americà, ha estat àmpliament qüestionada per diversos especialistes en aquestes llengües, per basar-se en una metodologia amb un marge d'error massa alt (Landaburu 1999) i sobre una evidència lingüística feble.

## Classificació
Greenberg proposa que la macrofamília macro-tukano com una divisió de l'Amerindi meridional incloent diverses famílies. Aquesta classificació ha variat des de la primera proposta (1956), fins a l'última (1987) i altres autors han proposat modificacions parcials pel que la bibliografia sobre l'assumpte resulta confusa si no es tenen en compte l'any i l'autor que recull la llista de llengües hipotèticament pertanyents a la macrofamília macro-tucano.
D'acord amb l'última proposta de Greenberg (1987), el tronc macro-tucano formaria part del filum Equatorial-Tucano, en el qual estarien també les llengües arawak, les llengües tupí i les llengües tucanes juntament amb altres famílies menors i algunes llengües aïllades més. La classificació de Greenberg de 1987 difereix en bastants punts de la proposta anterior del mateix autor (Greenberg, 1956).
Per a Swadesh (1959) les llengües txibtxes i tucanes formarien un macrofílum amb 100 segles de separació. Wheeler (1992) va trobar diverses relacions "sorprenents" en les reconstruccions de proto-tukano i proto-txibtxa i algunes amb proto-arawak.

### Greenberg (1956)
El macro-tucano inicialment proposat per Greenberg en 1956 constava principalment de dues branques:
1. Tucano (incloent Auixira), Ticuna, Muniche, Yuri, Canichana, Mobima.
2. Makú-Puinave.

### Greenberg (1987)
El macro-tucano revisat per Greenberg en 1987 constava d'unes 18 branques, entre les que estaven:
1. Auixiri (huaorani)
2. Canichana
3. Capixana (kanoé)
4. Katukina
5. Gamela
6. Huari
7. Koaiá
8. Movima
9. Munichi
10. Nambikwara
11. Natú
12. Pankararú
13. Macú-Puinave
14. Shukurú (Xukurú)
15. Ticuna-Yurí
16. Tukano

Llevat les llengües nambikwares, les llengües tucanes i les macú la resta de divisions de la llista anterior, són considerades per la majoria d'americanistes llengües aïllades.

### Fílum tukano-ecuatorial
La proposta de Greenberg (1987), proposa que les unitats filogenètiques anomenades macro-tucano, equatorial (macro-arawak) formarien el phylum tucano-equatorial. Aquest seria un dels quatre super-talls en què es classificarien les llengües ameríndies de Sud-amèrica:
- Filum txibtxa-paez
- Filum Andí (aimara, quítxua, andí nord, ...)
- Filum Tucano-Equatorial
  - Filum Macro-tucano
  - Filum Equatorial (macroarawak, macrotupí, ...)
- Filum Gê-Pano-Carib

Aquesta classificació naturalment ha estat molt criticada per les mateixes raons generals que la resta de la hipòtesi ameríndia.